# إسرائيل فتى وفتاة كشافة الاتحاد
إسرائيل فتى وفتاة اتحاد الكشافة (بالعبرية: התאחדות הצופים והצופות בישראל) (المعروف أيضا باسم "الاتحاد")، هي الجهة التي توحد جميع المنظمات الكشفية العاملة في إسرائيل. إسرائيل فتى وفتاة كشافة الاتحاد لديه حوالي 100,000 من الشباب، وهو الرقم الذي يجعلها أكبر حركة للشباب في إسرائيل.
جمعية تقع فيليبس البيت "في تل أبيب. الاتحاد يحمل عدة اجتماعات بين المنظمتين، والعمل مع المنظمات الدولية ويأخذ المشاهدين إلى الوفود الخارجية والوفود المستضافة، المسؤولة عن ممثلي العالمية المخيم وغيرها.
جمعية شركة هي في WOSM، والمنظمة العالمية للحركة الكشفية وWAGGGS، والجمعية العالمية للمرشدات وفتيات الكشافة.
تعمل الجمعية تحت رعاية وزارة التربية والتعليم.

## التاريخ

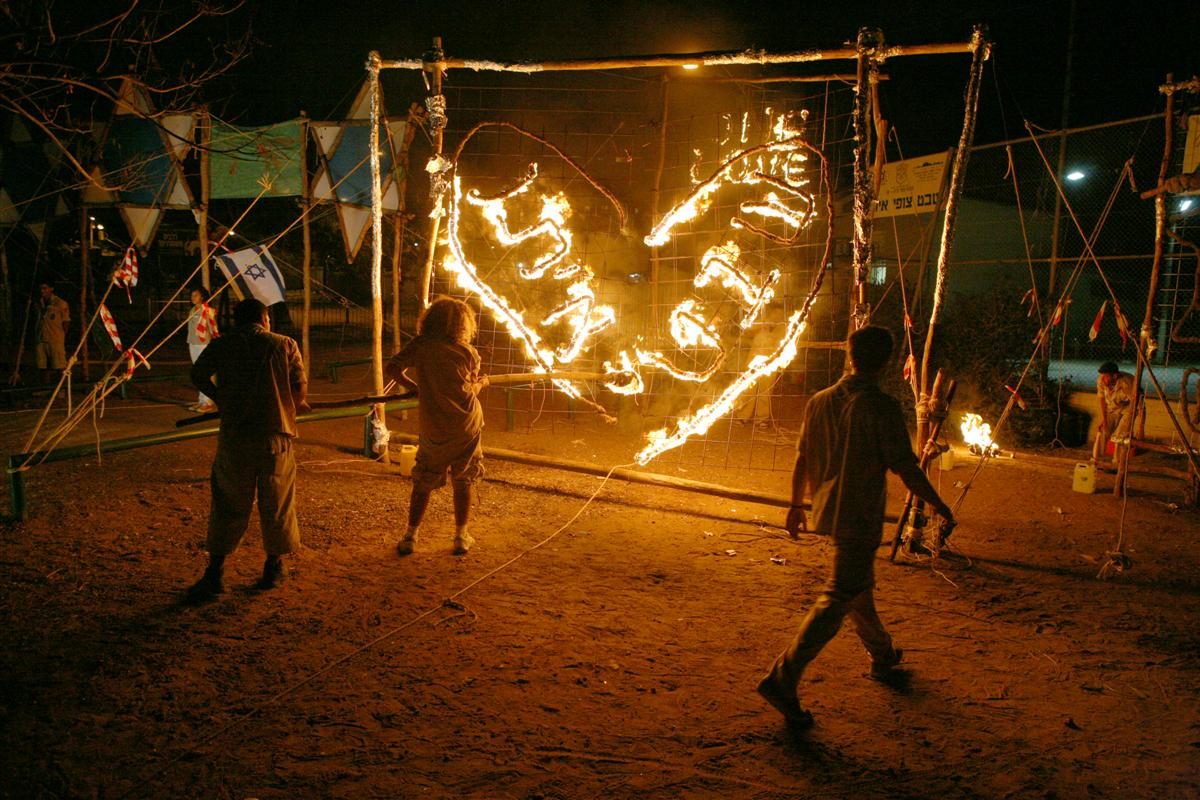
حفل نار في موشاف إيتان.

تم تأسيس المجموعات الكشفية والإرشادية الأولى في عام 1919. ثم تم إنشاء الاتحاد في عام 1954 تحت رعاية وزارة التربية والتعليم. وأصبحت عضو في المنظمة العالمية للحركة الكشفية سنة 1951. في عام 2009 احتفل الاتحاد بعيد ميلاده الـ90. وبهذه المناسبة التقى رئيس الوزراء الإسرائيلي بنيامين نتنياهو أعضاء الاتحاد في مكتبه، حيث تحدث عن قصص شبابه في قوات مستوطنة موديعين في القدس.